# Frances Cope
Frances Cope, también conocida como Frances Thorndike (Nueva York, 19 de agosto de 1902-Nueva York, 14 de mayo de 1982) fue una matemática estadounidense, que investigó sobre ecuaciones diferenciales irregulares. En su honor, un diagrama bidimensional de la distribución de Poisson, lleva su nombre: nomograma de Thorndike.

## Trayectoria
Nació como Elizabeth Frances Thorndike en la ciudad de Nueva York y era conocida como Frances, sus padres fueron Elizabeth Thorndike y Edward Thorndike, un psicólogo y pedagogo estadounidense que enseñó en la Universidad de Columbia.
Thorndike fue educada en la Escuela Horace Mann en Nueva York y en la Escuela Secundaria Drum Hill en Peekskill. Se graduó en el Vassar College en 1922 y obtuvo una maestría en matemáticas de la Universidad de Columbia en 1925.
En un artículo de 1926, publicó por primera vez un diagrama bidimensional de la distribución de Poisson que ahora se llama nomograma de Thorndike en su honor.
Trabajó durante varios años como asistente de ingeniería en la American Telephone and Telegraph Company (AT&T), luego fue instructora de física en el Vassar College. En 1928, pasó el año académico trabajando como becaria de doctorado en el Radcliffe College. Allí conoció al también matemático, Thomas Freeman Cope, con quien se casó en 1929.
En 1930, Thorndike y su esposo se mudaron por trabajo a Ohio, y dos años más tarde, Thorndike completó su doctorado, bajo la dirección del matemático, George David Birkhoff. El tema de su tesis doctoral fue "soluciones formales de ecuaciones diferenciales irregulares", y las publicaciones que surgieron de ella continúan siendo una referencia en estudios de matemática y física.
Thorndike enseñó matemáticas en el Vassar College entre 1935 y 1936. Un año después, en 1937, la pareja se mudó a Nueva York. En 1941, trabajó como profesora de matemáticas en el Queens College y hasta 1943, en el Adelphi College.
La pareja tuvo tres hijos. Thorndike murió en Montrose, Nueva York. Su esposo murió dos años después.

## Obra
- 1925 - Partial Differential Equations of the First Order.[3]
- 1926 - Applications of Poisson's Probability Summation: An Outline of the Characteristics and Uses of Probability Curves Showing Poisson's Exponential Summation Illustrated by a Number of Actual Frequency-distributions.[4]

- 1936 - Formal Solutions of Irregular Linear Differential Equations.[5]